# Pseudogaltara inexpectata
Pseudogaltara inexpectata là một loài bướm đêm thuộc phân họ Arctiinae, họ Erebidae.